# Leucania ochracea
Leucania ochracea là một loài bướm đêm trong họ Noctuidae.